# Allemansrätten

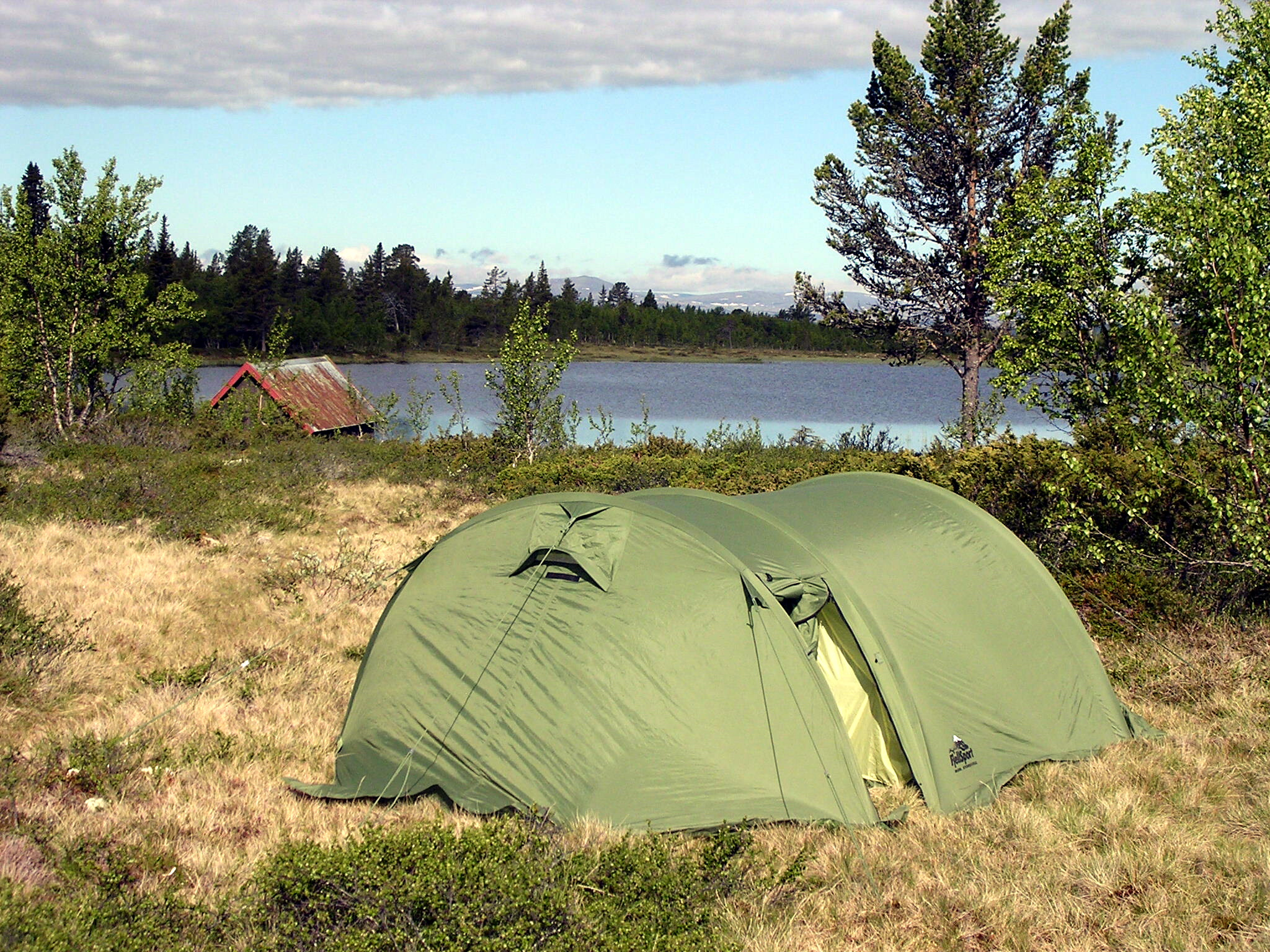
Biwak nad fiordem w Norwegii

Allemansrätten (szw. prawo wszystkich ludzi) – prawo, obowiązujące w Norwegii (norw. allemannsretten), Szwecji (szw. allemansrätten) i Finlandii (fiń. jokamiehenoikeus) mówiące, że każdy człowiek ma prawo do kontaktu z naturą. Wynika ono z przekonania, że człowiek jest integralną częścią przyrody, cywilizacja zaś ma z nią współistnieć, a nie rywalizować.

## Zastosowanie praktyczne
Na podstawie tego prawa każdy człowiek może korzystać z lasów, zarówno państwowych, jak i prywatnych, zbierać w nich grzyby, jagody, kwiaty, chodzić po górach, pływać w rzekach czy w jeziorach. Dla turystów istnieje możliwość rozbicia namiotu w dowolnym niemal miejscu, włączając w to teren prywatny, pod warunkiem, że ich obecność nikomu nie przeszkadza i nie narusza prywatności właściciela terenu. Swobodnie nocować można jedną noc. W przypadku dłuższego pobytu wymagana jest zgoda właściciela terenu. Biwakować można co najmniej 150 metrów od najbliższego domostwa lub miejsca zakwaterowania. W lasach i ich pobliżu nie można rozpalać ognisk w okresie od 15 kwietnia do 15 września.
Korzystanie z tego prawa wymaga poszanowania natury, jak i innych ludzi. Niedopuszczalne jest śmiecenie czy niszczenie bardzo cennej dla Skandynawów przyrody.